# Tony Takitani
Tony Takitani (トニー滝谷). Es uno de los cuentos más aclamados y célebres del escritor japonés Haruki Murakami, fue publicado por primera vez en el libro Sauce ciego, mujer dormida (2008), bajo la mano de Tusquets Editores, la obra reúne una serie de relatos escritos por Murakami entre 1983 y 1985. Once años después, Tusquets volvería a publicar la historia de su homónimo protagonista. Esta vez como un relato independiente en un solo libro. Con la traducción de Lourdes Porta junto al trazo del ilustrador y diseñador Ignasi Font; Tusquets Ediciones nos entrega un magnífico ejemplar con ilustraciones que acompañan la narración de ideas oníricas a las que Murakami nos tiene acostumbrados.

## Trama
[Alerta de Spoiler]
Cuatro años antes de la Segunda Guerra Mundial, Shôzaburô Takitani, un trombonista independiente de jazz se ve obligado a abandonar Japón tras verse involucrado en un lío de faldas y sin ningún lazo que lo una a su país natal. Decide fijar su rumbo a Shanghái, China. Al llegar, Shôzaburô se ve rápidamente maravillado por la cultura y variedad musical que el país ofrecía. Así, pasa los agitados años de guerra lejos de la acción, en Shanghái, disfruta de la buena música, las tocatas de jazz, la comida, los bares nocturnos y todo tipo de mujeres. No obstante, la alegría de Shôzaburô es duradera, un día sin previo aviso es apresado por el ejército chino. Los presos eran ejecutados en el patio a pleno aire libre, uno nuevo cada día, al sentir la muerte cerca; Shôzaburô piensa que no tiene remordimientos ni miedo alguno, pues en vida ha hecho todo lo que quería. 
Inesperadamente, resulta ser uno de los dos únicos japoneses que sobrevivieron a la prisión para luego ser repatriado. Ya en Japón otra vez, descubre que su madre, padre y hermano han muerto, su casa se ha quemado y ya no hay nada que le importe en esta vida. Contrario al panorama, su reacción no es del todo pesimista y aborda la noticia con la idea de que <Es algo que le pasa a todo el mundo>. Sin nada más que hacer, Shôzaburô decide llamar a sus antiguos conocidos de jazz y volver a tocar. Con el tiempo instala una amistad con un viejo clarinetista de jazz, un coronel italoestadounidense. Nuevamente, lleva una vida tranquila. Se casa con una pariente lejana, tiene un hijo y su esposa muere en el parto. Afligido por la pérdida, Shôzaburô ni siquiera se toma el tiempo para nombrar a su hijo, a lo que su amigo coronel propone llamarle "Tony". Un nombre que sonaba bien y además quizá le sería útil a su hijo en el futuro debido a la época que cursaban. Tony Takitani, protagonista del relato. Llevó una infancia difícil, después de que Japón perdiera la guerra y debido a sus facciones no muy comunes entre los nipones, durante su juventud fue foco de burlas y todo tipo de comentarios al creer que era un niño mestizo. Esto hizo que Tony Takitani se volviera incapaz de abrirse a otros y pasara toda su niñez solo, sin amigos y con un padre ausente. Si bien Tony y Shôzaburô nunca fueron tan lejanos, jamás lograron abrirse el uno con el otro y ambos aceptaban eso con naturalidad. Tony prefería encerrarse en su cuarto a dibujar, tenía un talento para copiar figuras con exactitud, talento que le valió para ingresar a un instituto de artes y ganar un renombre debido a su increíble capacidad de dibujar objetos tal cual eran en la vida real. Creyendo que pasará el resto de su vida solo, Tony Takitani es un hombre sencillo sin gustos caros. Su gran éxito como ilustrador le permite amasar una pequeña fortuna y comprar una gran casa para su soledad. Sin embargo, Tony se enamora de una trabajadora para la editorial dónde dibujaba, con el tiempo sus sentimientos son recíprocos y ambos se casan. Después de la fase de enamoramiento, Tony descubre que su esposa tiene una extraña afición, comprar ropa desmesuradamente. A cada lugar que iban, cada viajen que hacían, necesitaba regresar con ropa. Tal era así que consiguió llenar una habitación entera con zapatos y vestidos. Pero este problema no le importaba a Tony, él la amaba y tenía el dinero suficiente para costearlo. Un trágico día, la esposa de Tony muere en un accidente y él se queda solo. Después de un tiempo piensa en contratar a una mujer para que vista los vestidos de su difunta esposa, pero termina por desistir de esa idea para terminar deshaciéndose de la ropa. Dos años más tarde, fallece su padre Shôzaburô Takitani, quien le deja a Tony una extensa colección de vinilos que juntó a lo largo de su vida. Luego de guardarlos por un año, Tony siente que la mera presencia de estos discos es una carga para él, también se deshace de ellos. Sin lazos y nadie que lo aferre a la vida, creyendo que los recuerdos de sus seres queridos no eran más que una carga emocional para él. Como dice la frase final del libro, <Tony Takitani se quedó, entonces sí, completamente solo>.

## Temas
La novela trata temas como;
El amor: Elemento que llega y se presenta para cambiar completamente la vida del protagonista.
La soledad: Reflejada en las vivencias de ambos Takitani, padre e hijo, y la diferente forma que tiene cada uno de afrontarlo.
La pérdida: Momentos determinantes que experimentan padre e hijo y significan un cambio en la vida de ambos.

## Personajes
- Tony Takitani: Un hombre solitario y retraído, ilustrador de profesión. Aunque no tiene problemas algunos para socializar, le gusta quedarse en su casa, prefiere la soledad y el papel a la compañía de las personas producto de su traumática infancia y la figura de un padre ausente. Desde muy pequeño ha sido independiente y aprendió a valerse por sí mismo. Tiene un talento especial y predilección por las artes que desarrolló desde muy niño, probablemente debido al trabajo de su padre. Sin madre, aunque no ve mucho a su progenitor, no le guarda un rencor especial ni lo detesta. Si bien tuvo algunas novias, nunca fue capaz de abrir su corazón a ninguna de ellas, y creyó que sería así por siempre hasta el día que conoció a su esposa. Después de la muerte de su esposa y padre, su presencia va desapareciendo en el relato. Al final de la historia se queda completamente solo.

- Shôzaburô Takitani: Padre de Tony, es probablemente el personaje más complejo del relato. Diametralmente distinto a su hijo, es un hombre muy sociable que ha vivido su vida rodeado de gente. Músico de jazz de profesión, no tiene un talento especial para el instrumento pero sí es capaz de ejecutar las piezas con maestría. Mujeriego. Y aunque es de carácter egoísta, trata muy bien a aquellos que lo rodean. Tiene un don de gentes. En su juventud, no tener lazos que lo unan a la vida es aquello que le permite vivirla. Vivió en China por un tiempo, cantando en bares de jazz y bebiendo. Fue preso por parte del ejército chino y posteriormente repatriado. Al regresar a Japón y enterarse de la muerte de su familia, muestra una increíble entereza para sobrepasar la desgracia. Y vuelve  a llevar la vida relajada que tanto le gusta. Se casa y tiene un hijo. Aunque no es un buen padre, se deja en claro que siente aprecio a su hijo y a la figura de su esposa muerta, pues tras su muerte le guarda luto y por primera vez no sabe cómo sentirse o qué hacer. Nunca se volvió a casar o llevar una mujer a su hogar. Muere por cáncer de hígado, sin apenas sufrir, tranquilamente.

- El Coronel: Amigo cercano de Shôzaburô. Sirvió en la guerra. Es de Nueva Jersey con ascendencia italiana. Toca el clarinete. Y reconforta a Shôzaburô tras la muerte de su esposa. Es quien propone el nombre "Tony" para el hijo de su amigo.

- Madre de Tony: Nunca se menciona ni sabemos cómo era la madre de Takitani. Tony y su padre no hablan de ella. El propio Tony solo conoce lo que Shôzaburô le dijo <Era una mujer bonita, callada, pero de constitución débil>. Muere tras dar a luz a su hijo.

- Esposa de Tony: Unos cuántos más joven que Tony, su esposa era una mujer de rostro agradable, pero no una belleza. Trabaja como empleada de medio tiempo para la editorial donde dibujaba Tony. Tiene muy buen gusto por la ropa y es muy "autentica" a palabras de su marido. Su gusto por la ropa es obsesivo al punto de llenar una pieza entera con prendas. Muere en un accidente vehicular cuando un auto la impacta por el costado mientras conducía.

## Adaptaciones
El 29 de enero de 2005, se estrenó una adaptación cinematográfica en Japón. Dirigida por Jun Ichikawa.

## Sobre el autor
Haruki Murakami, nacido en Kioto, Japón, en 1949. Es uno de los escritores actuales más afamados en la comunidad oriental. Exponente del realismo mágico. Ha recibido numerosos premios a lo largo de su carrera, inclusive su nombre es mencionado como candidato para Premio Nobel de Literatura. Sus libros han sido llevados al español por la mano de Tusquets Editores, entre ellos están Tokio Blues, Kafka en la orilla, 1Q84, entre otros.